# Donje Trebešinje
Donje Trebešinje (cyr. Доње Требешиње) – wieś w Serbii, w okręgu pczyńskim, w mieście Vranje. W 2011 roku liczyła 774 mieszkańców.